# (5713) 1982 FF3
Az (5713) 1982 FF3 a Naprendszer kisbolygóövében található aszteroida. Henri Debehogne fedezte fel 1982. március 21-én.